# Drögen
Drögen är en sjö i Kinda kommun och Linköpings kommun i Östergötland och ingår i Motala ströms huvudavrinningsområde. Sjön har en area på 8,85 kvadratkilometer och ligger 155,2 meter över havet. Sjön avvattnas av vattendraget Drillaån (Jonsboån). Vid provfiske har bland annat abborre, braxen, gädda och löja fångats i sjön.

## Delavrinningsområde

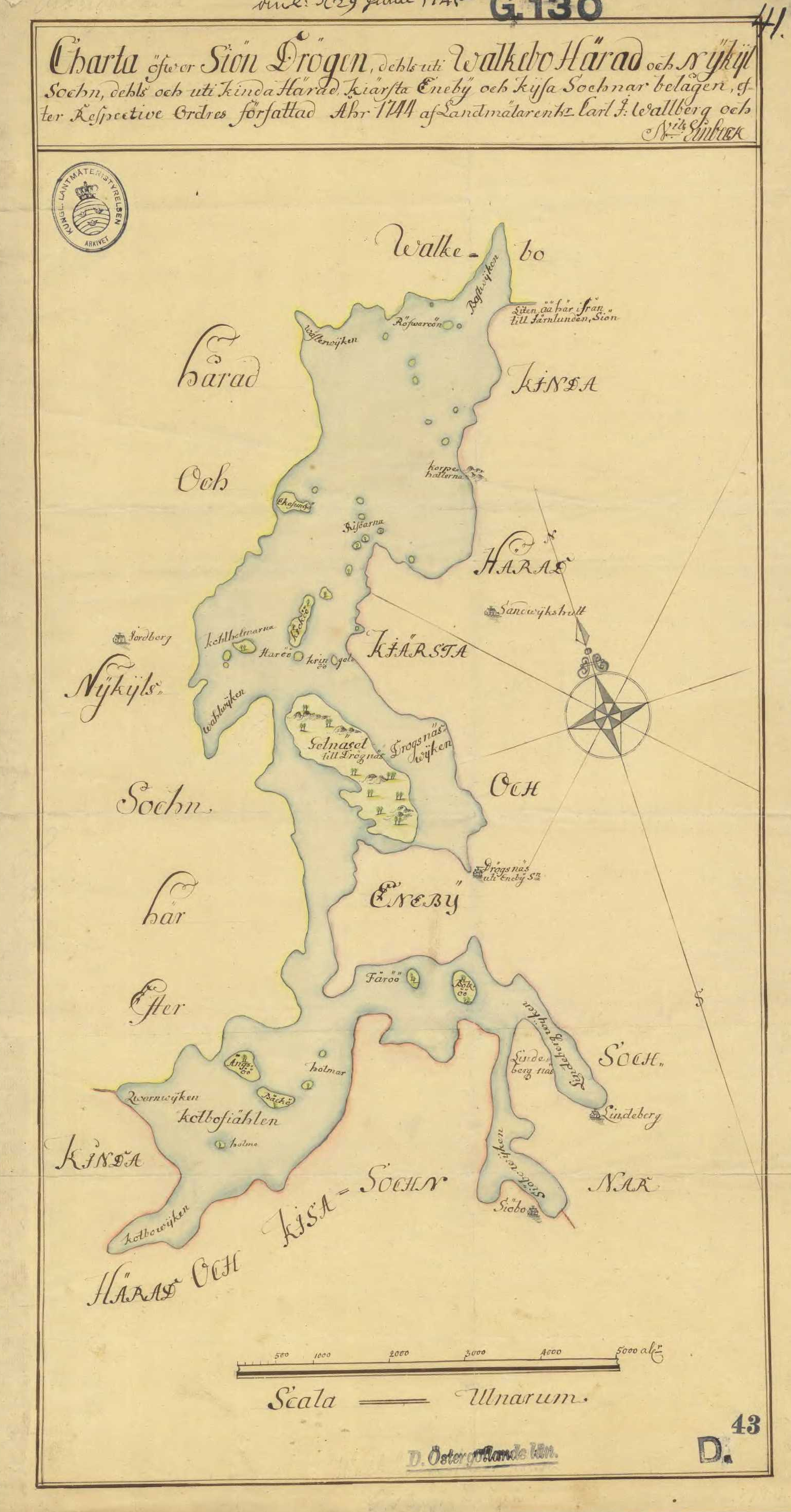
Karta över Drögen från 1747

Drögen ingår i det delavrinningsområde (644625-148419) som SMHI kallar för Utloppet av Drögen. Medelhöjden är 178 meter över havet och ytan är 57,42 kvadratkilometer. Det finns inga avrinningsområden uppströms utan avrinningsområdet är högsta punkten. Drillaån (Jonsboån) som avvattnar avrinningsområdet har biflödesordning 3, vilket innebär att vattnet flödar genom totalt 3 vattendrag innan det når havet efter 138 kilometer. Avrinningsområdet består mestadels av skog (72 procent). Avrinningsområdet har 10,08 kvadratkilometer vattenytor vilket ger det en sjöprocent på 17,5 procent.

## Fisk
Vid provfiske har följande fisk fångats i sjön:
- Abborre
- Braxen
- Gädda
- Löja
- Mört
- Nors
- Siklöja
- Sutare